# SGO Bremen
Die SGO Bremen, eigentlich Sportgemeinschaft Oslebshausen, war ein Sportverein aus dem Bremer Stadtteil Oslebshausen. Die erste Fußballmannschaft spielte 37 Jahre in der höchsten Bremer Amateurliga und nahm einmal am DFB-Pokal teil.

## Geschichte
Der Verein wurde im Jahre 1945 als Nachfolger der Vereine TV Oslebshausen und TV Vorwärts Grambke-Oslebshausen gegründet und erhielt ein Jahr später eine Fußballabteilung. Im Jahre 1957 erreichte die Mannschaft nach zwei Aufstiegen in Folge erstmals die höchste Bremer Liga. Ein Jahr später gewann die Mannschaft erstmals den Bremer Pokal, der auch 1966 und 1975 gewonnen werden konnte. In den 1960er Jahren wurde SGO zu einer Fahrstuhlmannschaft und pendelte zwischen der Amateur- und Bezirksliga.
Ab 1968 konnten sich die Oslebshausener dauerhaft in der höchsten Bremer Spielklasse etablieren. Im Jahre 1976 wurde die SGO Vizemeister hinter den Amateuren von Werder Bremen und qualifizierte sich für den DFB-Pokal. Nach einem 5:1-Sieg gegen den Bayernligisten 1. FC Herzogenaurach kam in der Zweiten Runde das Aus nach einer 0:3-Niederlage bei Schwarz-Weiß Essen. 1977 gewann die Mannschaft die Bremer Meisterschaft, verpasste als Gruppenletzter den Aufstieg in die Oberliga Nord. Lediglich gegen den TSV Helmstedt konnte die Mannschaft punkten. Zwei Jahre später reichte es zur Vizemeisterschaft hinter dem Blumenthaler SV.
Nach einem Abstieg im Jahre 1985 kehrte die SGO zwei Jahre später zurück in die Verbandsliga und erreichte 1989 noch einmal die Vizemeisterschaft. In den folgenden Jahren pendelte die Mannschaft zwischen Spitzengruppe und Mittelmaß. 2002 folgte nach vereinsinternen Turbulenzen der Abstieg aus der Verbandsliga, als eine aus Nachwuchsspielern zusammengestellte Elf lediglich fünf Punkte holen konnte und anschließend auch in die Bezirksliga durchgereicht wurde. Im Jahre 2006 wurde mit dem Abstieg in die Kreisliga A der Tiefpunkt erreicht.
Zwei Aufstiege in Folge brachten die SGO 2010 wieder in die Landesliga. Danach fusionierte die SG Oslebshausen mit dem TV Grambke-Bremen zum SV Grambke/Oslebshausen. Die erste Fußballmannschaft spielt seit 2010 in der Landesliga Bremen.